# Oosterwijk (België)
Oosterwijk is een gehucht gelegen in de Zuiderkempen in de Belgische provincie Antwerpen. Het ligt in Tongerlo, een deelgemeente van Westerlo. Oosterwijk ligt even ten zuiden van Olen-Centrum.

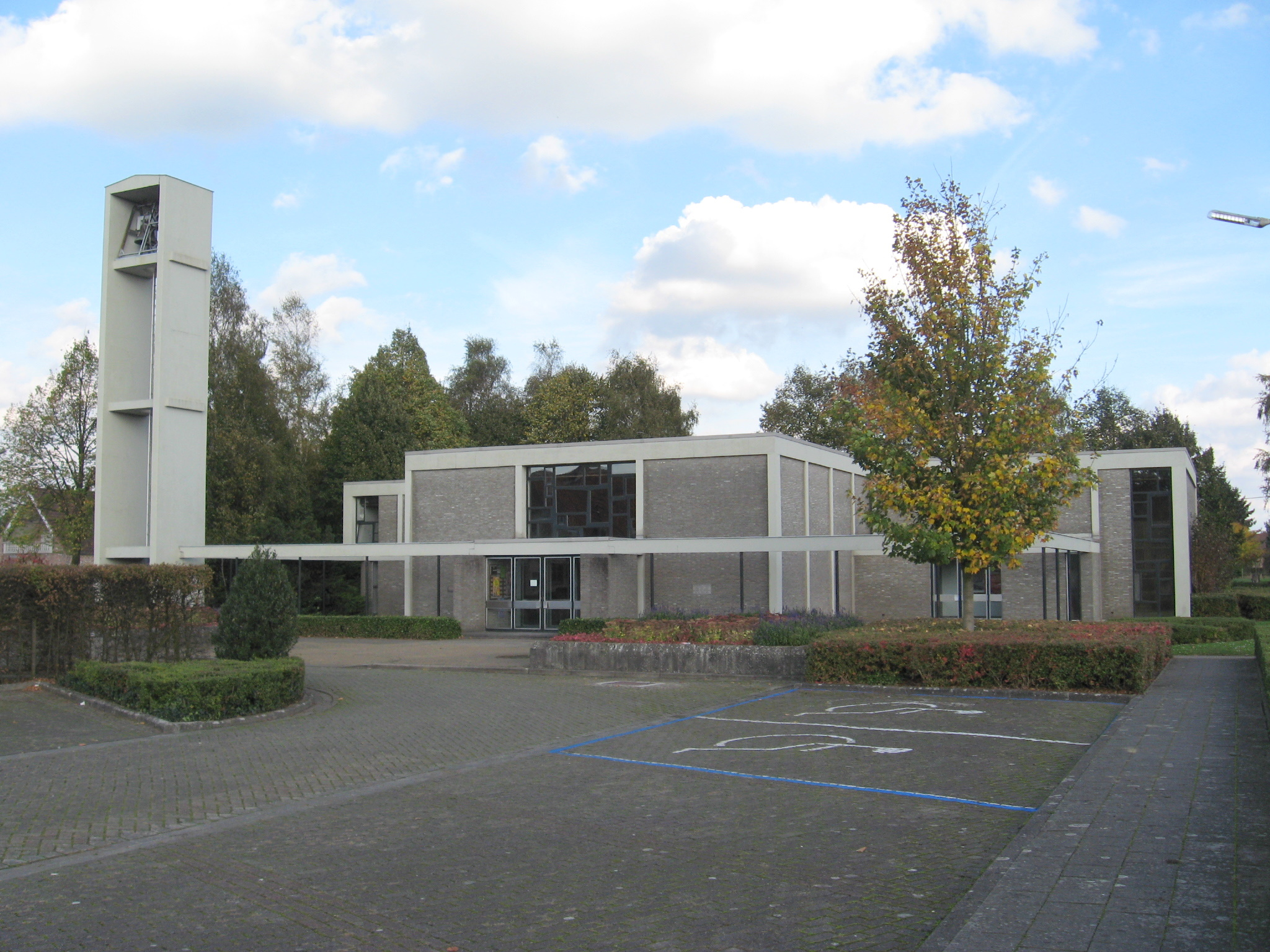
Onze-Lieve-Vrouw-Bezoekingkerk

## Geschiedenis
Oosterwijk was een landelijk gehucht dat pas in de 20e eeuw, door de opkomst van de industrie langs het Albertkanaal, vooral na het midden van de 20e eeuw, wat meer inwoners kreeg. In 1936 werd Oosterwijk een zelfstandige parochie. 

## Bezienswaardigheden
- De Onze-Lieve-Vrouw-Bezoekingkerk
- Kamp C, het provinciaal Centrum Duurzaam Bouwen en Wonen op een domein van 10 ha

## Overig
- Manege Gipsy Horses Ranch
- Hondenschool NHV Westerlo
- Voetbal Lierse Kempenzonen

## Nabijgelegen kernen
Voortkapel, Olen-Centrum, Morkhoven, Oevel
Deelgemeenten: Oevel · Tongerlo · Westerlo · Zoerle-Parwijs

Overige plaatsen: Heultje · Oosterwijk · Voortkapel · Westerlo

Belgische gemeenten · Arrondissement Turnhout · Antwerpen · Vlaanderen